# Anguillara Sabazia
Anguillara Sabazia er en italiensk by (og kommune) i regionen Lazio i Italien, med omkring 19.091(2023) indbyggere. 